# Persephone en la cultura popular
Persephone,  la hija de Zeus y Demeter en la mitología griega, aparece en películas, trabajos de literatura, y en la cultura popular, como el personaje de diosa y a través del uso simbólico de su nombre. Se convierte en la reina del inframundo tras su abducción por Hades, el dios del inframundo. El mito de su abducción representa la función dual como el chthonic (inframundo) y diosa de la vegetación: una personificación de la vegetación, la cual dio inicio a la Primavera y se retira a la tierra después de la cosecha. Proserpina es su equivalente Romano.

## En cine y televisión
- El corto, La diosa de la primavera en Silly Symphony de 1934 por Walt Disney, adapta la historia de Persephone (interpretada por Jessica Dragonette) y su abducción por Hades (interpretado por Tudor Williams), y cómo  regresa a la tierra por la mitad del año. Nunca es nombrada por su nombre.
- En la película Mujer Maravilla del 2009, Persephone (interpretada por Vicki Lewis) es el nombre de una Amazona de la isla de Themiscira. Después de ser encantada por Ares durante un siglo mientras vigilaba su celda, traiciona a sus aliados tras liberarlo después de haber matado a otra amazona. Brevemente lucha con la Princesa Diana de las Amazonas. Persephone es asesinada por la Reina Hipólita por su traición pero le dice a Hipólita que a las Amazonas se les fue negada una vida de familia e hijos y que las mujeres no son solamente guerreros.
- En la película del 2013 Liga de la Justicia: The Flashpoint Paradox, Persephone (interpretada por Candi Milo) es el nombre de una soldado Amazona en el ejército de Mujer de Maravilla. Es asesinada por el Profesor Zum, cuándo  intenta matar a Lois Lane.
- Un personaje llamado Persephone aparece en The Matrix Reloaded y The Matrix Revolutions,interpretado por Monica Bellucci. Es la mujer del Merovingian, un programa potente que maneja otros programas exiliados de la Matriz. En The Matrix Revolutions, son vistos juntos cuando están sentados en un club llamado Club Hel, posiblemente una referencia a Hel, el inframundo de la Mitología nórdica, y el Infierno, e inframundo de la Teología cristiana.
- En el show de televisión Firefly, Persephone es el nombre de uno de los planetas de frontera donde se encuentran la sociedad alta y slums.  El planeta es el primero en ser visto en la serie.
- En la serie televisiva de BBC Spooks, el título de la Serie 3 Episodio 6 es "Persephone", haciendo referencia al nombre código del personaje Zoe Reynold durante una operación en cubierto. La historia cuenta con paralelos a mitología griega.
- Persephone (interpretada por Andrea Croton) aparece en dos episodios de Hércules: Los Viajes Legendarios.
- En temporada 2 de Los Simpson un ejecutivo trabajando para Herbert Powell propone llamar al nuevo carro que la compañía había diseñado Persephone.
- En la 2010 serie de BBC Upstairs Downstairs, La hermana de la Señora Agnes se llama Persephone.
- Persephone está interpretaa por Elisabetta Genovese en Los cuentos de Canterbury de Pasolini. En la película, Plutón le da al ciego anciano cuckold Sir January su vista de vuelta para que viera a su esposa engañándolo. En respuesta, Persephone implanta buenas excusas en la mente de la esposa de May para que saliera sin castigo.

## En literatura
- Mary Shelley escribió un "drama mitológico" titulado "Proserpine," el cual estuvo publicado tras su muerte.[2]
- Algernon Charles Swinburne publicó "Himno a Proserpine" y "El Jardín de Proserpine" en 1866.[3][4]
- Segundo abril, una colección de poesía por Edna St. Vincent Millay fue publicada en 1921, contiene dos poemas qué hace una referencia explícita a Persephone: "Oda a Silencio" y "Oración a Persephone."[5]
- En la novela para jóvenes de Eva Ibbotson Una Compañía de Cisnes la heroína Harriet Morton come semillas de granada con la esperanza de que significará que se tuviera que quedar en Brasil más que no tener que volver a su casa familiar en Cambridge.
- Persephone es un personaje principal en los cómics web Lore Olympus.

## En la cultura popular
- El libro de Stephen King,  Duma Key presenta el malvado personaje sobrenatural "Perse" como el antagonista al carácter principal.  Cuando la novela llega a su conclusión, se entiende que "Perse" es corto para Persephone.
- A Court of Mist and Fury, la secuela de A Court of Thorns and Roses, una serie de fantasía por Sarah J. Maas, esta ligeramente basado en el mito de Hades y Persephone.
- El cómic Epicuro el sabio por William Messner-Loebs y Sam Kieth presenta una versión fracturada de la abducción de Persephone, añadiendo en el giro de que Hades y Persephone habían escenificado el secuestro completamente sencillamente para escaparse de su despótica madre.
- Persephone aparece como un personaje en los libros El expediente del semidiós, así como El último héroe del Olimpo de la serie de Percy Jackson, donde ha obtenido amor hacia Hades durante los años.
- La serie de libros de cómic del 2014, The Wicked + The Divine, cuenta con Persephone como uno de los dioses quienes reencarnan cada 90 años tomando el cuerpo de alguien más.  Esta interpretación moderna de Persephone tiene poderes que incluyen convocar parras de la tierra.
- En Huérfanos del Caos de John C. Wright, "the Maiden", un título de Persephone, es un candidato para el trono del Olimpo después de la muerte de Zeus.[6]

## En videojuegos
- En el video juago Ogre Battle 64, la Diosa Danika, fue seducida por Demunza, el rey del inframundo por comer una fruta maldecida, el cual la convirtió en la reina del inframundo. Pero, cuándo ella es convocada por alguien con un corazón puro, ella regresara a su forma de diosa. [La cita necesitada]
- En el videojuego BioShock 2, Persephone es el nombre dado a la prisión que abarca dos niveles, Persephone interior y Persephone exterior.
- Persephone Es el jefe final y el antagonista principal del videojuego del 2008 God of War: Chains of Olympus. Sus restos en una arqueta de árbol son vistos y utilizados en el videojuego del 2010 God of War III y Hades le menciona su muerte en a manos de Kratos como parte de la razón de la vendeta que tiene en su contra.
- Persephone es descrita cono la diosa de la vida en Sacrificio
- En Elite: Danderous, Persephone es el nombre dado a la representación ficticia del juego del hipotético Planeta Nueve en el sistema Sol, un mundo hecho en gran parte de hielo pero sin atmósfera.
- En Skylanders, Persephone le da a Skylander mejoras en intercambio por oro y es el hada más poderosa.
- En Assassin's Creed: Odyssey, Persephone es representada en el primer episodio de The Fate of Atlantis DLC, llamado Fields of Elysium. Está representada como la gobernante de Elysium. Como su representación en la mitología griega, está casada con Hades y es por lo tanto la reina del inframundo así como gobernante Elysium. También es mencionado que ella es la diosa de la primavera y la naturaleza. Es esencialmente la antagonista del episodio.
- En Hades, Persephone está representada viviendo en Grecia, habiendo dejado el inframundo. Es la madre del protagonista del juego Zagreus, y es la motivación de sus repetitivos escapes del inframundo. A diferencia de mitología griega real, Persephone es nombre escogido, y su madre Demeter originalmente la nombró Kore.

## En música
- "Persephone (the gathering of flowers)" es la pista final del Dead Can Dance álbum Within the Realm of a Dying Sun. La narrativa musical de la canción traza un camino de muerte y renacimiento.
- Cocteau Twins sacaron "Persephone" en 1984 en su álbum críticamente alabado Treasure.
- La progresiva banda de death metal Persefone está nombrado tras la diosa griega, y han sacado un álbum llamado "Core", el cual está basado en el mito de Persephone.
- La canción 3 en el álbum de 1974 There's the Rub por Wishbone Ash esta llamada Persephone.
- El álbum Strangefolk por la artista Kula Shaker presentado una pista titulada y basada en Persephone.
- El álbum Turbo Ocho por Roger Clyne and the Peacemakers presenta una pista titulada Persephone como canción de amor escrita por Hades a Persephone.[7]
- La ópra folk Hadestown basada en el mito de Orpheus, tiene a Persephone como un personaje principal.
  - Ani DiFranco actúa como Pershephone en el álbum del 2010, mientras en la adapción en vivo el rol fue de Amber Gray.
- El musical Mythic es una rendición pop moderna del mito[8][9]

- "Persephone" Es la pista de apertura instrumental de álbum del 2016 Sorceress de Opeth. El tema del álbum (incluyendo varias de sus pistas) contienen elementos vagamente relacionados al mito de Persephone. La pista de cierre también es titulada "Persephone (slight return)".
- Persephone es mencionada en la canción Pandora's Aquarium de Tori Amos de 1998 From the Choirgirl Hotel.

- "Persephone" es mencionada en un sencillo del compositor y cantante Tamino en su álbum debut.

## Planetas más allá de Neptuno
- Cuándo un 10º 'planeta' fue descubierto en julio de 2005, una encuesta en New Scientist magazine eligió Persephone como el nombre favorito del público.[10] Su estado como planeta era más tarde bajo a planeta de enano junto con Plutón y se le fue dado el nombre Eris. Antes de que aquello, el nombre era a menudo utilizado en la ciencia ficción para referirse a planetas hipotéticos más allá de Neptuno y Plutón (como Planeta X e incluso Planeta Nueve, theorizado en 2016).